# Nicomedes Perier
Nicomedes Perier y García, político, arquitecto e historiador español. Representante de la provincia de Segovia en el Pacto Federal Castellano (julio de 1869).
Perier, en 1867, propuso el derribo del arco de San Juan, aunque la Academia de Bellas Artes intervino, y la polémica posterior acabó prolongando la vida de la puerta.
Fue arquitecto de la Real Academia de Nobles Artes de San Fernando.